# Municipio de German (condado de Clark)
El municipio de German (en inglés: German Township) es un municipio ubicado en el condado de Clark en el estado estadounidense de Ohio. En el año 2010 tenía una población de 7487 habitantes y una densidad poblacional de 87,18 personas por km².

## Geografía
El municipio de German se encuentra ubicado en las coordenadas 39°59′39″N 83°52′22″O / 39.99417, -83.87278. Según la Oficina del Censo de los Estados Unidos, el municipio tiene una superficie total de 85.88 km², de la cual 85.8 km² corresponden a tierra firme y (0.1%) 0.08 km² es agua.

## Demografía
Según el censo de 2010, había 7487 personas residiendo en el municipio de German. La densidad de población era de 87,18 hab./km². De los 7487 habitantes, el municipio de German estaba compuesto por el 96.33% blancos, el 1.35% eran afroamericanos, el 0.09% eran amerindios, el 0.75% eran asiáticos, el 0.13% eran isleños del Pacífico, el 0.09% eran de otras razas y el 1.26% pertenecían a dos o más razas. Del total de la población el 0.76% eran hispanos o latinos de cualquier raza.